# Струйский, Николай Николаевич
Николай Николаевич Струйский (1885—1935) — военный моряк, гидрограф, участник Первой мировой и Гражданской войн, главный штурман флота, начальник Управления безопасности кораблевождения Балтийского флота, исследователь Каспийского моря, капитан 2 ранга.

## Биография
Николай Николаевич Струйский родился 16 июня 1885 года. Представитель старинного дворянского рода Струйских.
В 1907 году окончил Морское инженерное училище.
С 15 июня 1907 по 5 апреля 1908 года гардемарином участвовал в плавании на линейном корабле «Слава» Балтийского флота, затем проходил на нём службу.
16 марта 1909 года по экзамену переведён во флот мичманом.
С 22 апреля 1909 по 25 марта 1910 года — вахтенный начальник на эсминце «Стройный», на нём же с апреля по июнь 1910 года — временно исполнял обязанности командира.
Был назначен флаг-офицером 5-го дивизиона эсминцев, затем 27 апреля 1911 года — вахтенным начальником эсминца «Расторопный».
В 1912 году — окончил краткий штурманский класс, 6 декабря 1912 года присвоено звание инженер-механик-лейтенант.
С 12 мая 1912 по 9 октября 1914 года — старший штурманский офицер крейсера «Громобой».
14 января 1913 года — присвоено звание — штурманский офицер 1-го разряда.
9 октября 1915 года назначен старшим штурманским офицером линейного корабля «Гангут».
С 1 декабря 1916 года вёл занятия по девиации на транспорте «Митава» с офицерами третьего военного набора штурманского класса.
6 декабря 1916 года произведён в старшие лейтенанты «за отличие».
Весной 1917 года был избран старшим офицером линкора «Гангут».
С 21 января 1918 года находился в распоряжении бывшего штаба Балтийского флота.
1 апреля 1918 года капитан 2 ранга Н. Н. Струйский был назначен главным штурманом Балтийского флота. Принимал активное участие в организации Ледового похода, летом 1918 года занимался подготовкой водных путей к эвакуации части судов Балтийского флота вглубь страны.
С 14 сентября 1918 года — флаг-капитан по оперативной части Волжской военной флотилии, которой командовал Ф. Ф. Раскольников. Принимал участие в боях против белогвардейцев. Н. Н. Струйский разрабатывал операции, лично вместе с командующим участвовал в Сарапульском прорыве и походе флотилии по Каме, в освобождении у села Гольяны 432 заключенных «баржи смерти», которую при отступлении белые планировали затопить (см. Ижевско-Воткинское восстание).
Осенью 1918 года был возвращён в Петроград. 14 ноября 1918 года назначен штатным преподавателем Соединённых классов для подготовки командного состава.
По распоряжению Ф. Ф. Раскольникова был направлен в Кронштадт. 26 декабря 1918 года участвовал в походе эскадренных миноносцев «Автроил» и «Спартак» в набеге на Ревель, в ходе которого был контужен и вместе с экипажами эсминцев попал в плен к англичанам.
Находясь в плену, записался в Северо-Западную армию Н. Н. Юденича с целью перехода на сторону красных. Был разжалован в рядовые, восстановлен в чине и продолжал службу под фамилией Мохов. По его сведениям участия в боевых действиях не принимал. 23 ноября 1919 года был назначен командиром действовавшего в прикрытии на Лужском направлении бронепоезда «Адмирал Колчак», но, сказавшись больным, в командование не вступил. Проживал в Нарве, затем в Ревеле.
14 августа.1920 года вернулся из Эстонии в РСФСР. 26 августа был вновь назначен главным штурманом флота.
С 1 октября 1921 года — начальник Управления безопасности кораблевождения на Балтике, с 1925 года на аналогичной должности на Каспии (Убекокасп). Под его руководством были выполнены промеры у Апшеронского полуострова и на Астраханском рейде, собрано и обработано большое число наблюдений над течениями, исследование иранского побережья от Астары до Гасан-Кули, съёмка и промеры района от Баку до границы с Ираном и вдоль восточного побережья Каспия.
С 1930 года — начальник 3-го отдела (отдела ограждения морей) Гидрографического управления УВМС РККА.
В 1931 году стал первым руководителем кафедры ограждения морей (впоследствии—кафедра навигационного ограждения театров) военно-морской академии РККФ. В 1935 году кафедру упразднили, а входившие в неё дисциплины передали на кафедру гидрографии.
Николай Николаевич Струйский умер и похоронен в 1935 году в Ленинграде.

## Награды
- Орден Святого Станислава 3-й степени (06.12.1913)
- Мечи и бант к Ордену Святого Станислава 3-й степени(29.06.1915);
- Орден Святой Анны 3-й степени с мечами и бантом (18.01.1916);
- Орден Святого Станислава 2-й степени с мечами (03.05.1916).